# Piacenza Sportiva 1949-1950
Questa voce raccoglie le informazioni riguardanti la Piacenza Sportiva nelle competizioni ufficiali della stagione 1949-1950.

## Stagione
Nella stagione 1949-1950 il Piacenza disputa il girone B del campionato di Serie C, un girone a 21 squadre e 42 giornate, vinto dal Treviso con 52 punti che ha ottenuto la promozione in Serie B, secondo il Parma con 51 punti, terza la Marzoli di Palazzolo con 49, quarte Libertas Trieste e Marzotto con 48 punti, seste Vita Nova di Ponte San Pietro e Piacenza con 47 punti.
In casa piacentina il nuovo presidente Romolo Moizo sceglie nella doppia veste di allenatore e calciatore Bruno Barbieri e rinnova la squadra biancorossa con ben nove nuovi giocatori. La nuova formazione, con l'innesto autunnale dell'oriundo Osvaldo Peretti, dopo un avvio di campionato incerto, ingrana una buona marcia, che la tiene in lotta per la promozione fino ad un mese dal termine del torneo, deciso purtroppo dalle sconfitte con la Mestrina ed il Mantova, una discreta stagione chiusa però con cinque sconfitte. Sugli scudi Angiolo Bonistalli miglior realizzatore di stagione con 16 reti e Angelo Rossetti autore di 13 centri.

## Rosa
| N. |                   | Ruolo | Calciatore            |
| -- | ----------------- | ----- | --------------------- |
|    | Italia (bandiera) | D     | Vittorio Baracchi     |
|    | Italia (bandiera) | D     | Bruno Barbieri        |
|    | Italia (bandiera) | C     | Riccardo Barbieri     |
|    | Italia (bandiera) | A     | Pierino Bassi         |
|    | Italia (bandiera) | C     | Francesco Bergamasco  |
|    | Italia (bandiera) | C     | Orlando Bissi (I)     |
|    | Italia (bandiera) | A     | Angiolo Bonistalli    |
|    | Italia (bandiera) | C     | Giovanni Walter Bravi |
|    | Italia (bandiera) | P     | Francesco Buraschi    |
|    | Italia (bandiera) | C     | Walter Carasso        |
|    | Italia (bandiera) | P     | Giovanni Casale       |

| N. |                      | Ruolo | Calciatore        |
| -- | -------------------- | ----- | ----------------- |
|    | Italia (bandiera)    | A     | Carlo Cella       |
|    | Italia (bandiera)    | D     | Lino Croci        |
|    | Italia (bandiera)    | A     | Dante Destri      |
|    | Italia (bandiera)    | C     | Francesco Fiorani |
|    | Italia (bandiera)    | A     | Andreano Ganelli  |
|    | Italia (bandiera)    | A     | Enrico Loranzi    |
|    | Italia (bandiera)    | P     | Learco Menta      |
|    | Argentina (bandiera) | C     | Osvaldo Peretti   |
|    | Italia (bandiera)    | D     | Dante Ravani      |
|    | Italia (bandiera)    | A     | Angelo Rossetti   |
|    | Italia (bandiera)    | D     | Bruno Scazzoli    |

## Risultati

### Serie C girone B

#### Girone di andata
| Arbitro: | Pizzato (Mestre) |

|                                                       |           |  |
| Brumat 4’, 68’ Moro 21’ Lombardo 38’ Orzan 80’ (rig.) | Marcatori |  |

| Arbitro: | Martorana (Trieste) |

|                                                                      |           |                                 |
| Pantaleoni 7’ Burattini 26’, 27’ Zian 32’, 91’ (rig.) Schramseis 70’ | Marcatori | 33’, 52’ Bonistalli 83’ Loranzi |

| Arbitro: | Anichini (Firenze) |

|                  |           |              |
| Loranzi 29’, 66’ | Marcatori | 33’ Ulcigrai |

| Arbitro: | Campanati (Milano) |

|  |           |              |
|  | Marcatori | 74’ Bronzoni |

| Arbitro: | Ciriotto (Venezia) |

|  |           |                   |
|  | Marcatori | 57’, 64’ Barbieri |

| Arbitro: | Zoli (Pontedera) |

|                          |           |  |
| Carasso 27’ Barbieri 44’ | Marcatori |  |

| Arbitro: | Casati (Varese) |

|                                                                       |           |                                                |
| Simoncello 8’ Scudeler 36’, 85’ Morbioli 51’, 59’ Parise 78’ Resi 90’ | Marcatori | 15’ (rig.) Barbieri 31’ Bonistalli 55’ Loranzi |

| Arbitro: | Daretti (Vicenza) |

|                               |           |  |
| Bonistalli 63’, 73’ Bissi 67’ | Marcatori |  |

| Arbitro: | De Gregorio (Legnano) |

|                           |           |                |
| Bincoletto 17’ Alfier 75’ | Marcatori | 18’ Bonistalli |

| Arbitro: | Tosi (Lodi) |

|                                    |           |  |
| Peretti 33’ Rossetti 50’, 75’, 85’ | Marcatori |  |

| Arbitro: | Stevano (Vercelli) |

|                            |           |                                     |
| Fiorani 14’ Bonistalli 40’ | Marcatori | 13’ Fappani 45’ Martina 74’ Bonassi |

| Arbitro: | Ferrazzi (Milano) |

|               |           |            |
| Marmiroli 87’ | Marcatori | 5’ Carasso |

| Arbitro: | Franzi (Vercelli) |

|                                    |           |  |
| Carasso 1’ Barbieri 9’ Fiorani 87’ | Marcatori |  |

| Arbitro: | Marchioli (Udine) |

|                     |           |                                      |
| Bonacini 33’ (rig.) | Marcatori | 24’ Rossetti 42’ (rig.) 62’ Barbieri |

| Arbitro: | Mantovani (Asola) |

|            |           |              |
| Destri 65’ | Marcatori | 9’ Lazzarini |

| Arbitro: | Battistini (Bologna) |

|  |           |                          |
|  | Marcatori | 49’ Rossetti 62’ Loranzi |

| 26 dicembre 1949 17ª giornata |  | – Turno di riposo PIACENZA |  |  |

| Arbitro: | Bedetti (Como) |

|             |           |  |
| Loranzi 53’ | Marcatori |  |

| Arbitro: | Pinardi (Milano) |

|                               |           |             |
| Barbieri 7’, 52’ Rossetti 82’ | Marcatori | 89’ Zavatti |

| Arbitro: | Bernasconi (Firenze) |

|           |           |  |
| Villa 45’ | Marcatori |  |

| Piacenza 22 gennaio 1950 21ª giornata | Piacenza               | 0 – 0 | Marzoli Palazzolo | Barriera Genova\| Arbitro: \| Verzetti (Alessandria) \| |
| Arbitro:                              | Verzetti (Alessandria) |       |                   |                                                         |

### Girone di ritorno
| Arbitro: | Ciriotto (Venezia) |

|                         |           |                  |
| Carasso 12’ Peretti 47’ | Marcatori | 56’ (rig.) Orzan |

| Arbitro: | Bernasconi (Firenze) |

|                                  |           |           |
| Barbieri 16’ (rig.) Rossetti 75’ | Marcatori | 12’ Persi |

| Arbitro: | Griggi (Brescia) |

|                            |           |              |
| Antonini 70’ Helmersen 91’ | Marcatori | 11’ Rossetti |

| Arbitro: | Righi (Milano) |

|             |           |  |
| Berruti 20’ | Marcatori |  |

| Arbitro: | Scardopane (Vercelli) |

|                               |           |             |
| Bonistalli 60’ Bergamasco 77’ | Marcatori | 67’ Milloch |

| Ponte San Pietro 12 marzo 1950 27ª giornata | Vita Nova                 | 0 – 0 | Piacenza | Stadio Matteo Legler\| Arbitro: \| Rosso (Casale Monferrato) \| |
| Arbitro:                                    | Rosso (Casale Monferrato) |       |          |                                                                 |

| Arbitro: | Selva (Torino) |

|                                  |           |  |
| Rossetti 27’ Bonistalli 70’, 90’ | Marcatori |  |

| Arbitro: | Arietti (Siena) |

|                                  |           |  |
| Giangolini 7’ Casadei 58’ (rig.) | Marcatori |  |

| Arbitro: | Melgari (Bergamo) |

|                            |           |  |
| Bonistalli 14’ Peretti 31’ | Marcatori |  |

| Arbitro: | Marchioli (Udine) |

|              |           |                                               |
| Montanari 9’ | Marcatori | 14’ Carasso 24’, 31’ Rossetti 49’, 77’ Destri |

| Arbitro: | De Apollonio (Genova) |

|  |           |              |
|  | Marcatori | 80’ Barbieri |

| Piacenza 23 aprile 1950 33ª giornata | Piacenza                  | 0 – 0 | Bondenese | Barriera Genova\| Arbitro: \| Rosso (Casale Monferrato) \| |
| Arbitro:                             | Rosso (Casale Monferrato) |       |           |                                                            |

| Arbitro: | Guarda (Mestre) |

|  |           |                           |
|  | Marcatori | 62’ Destri 63’ Bonistalli |

| Arbitro: | Righi (Milano) |

|                                       |           |                            |
| Rossetti 30’, 34’ Bonistalli 39’, 74’ | Marcatori | 16’ Vucetich 18’ Ferrigato |

| Arbitro: | Savio (Torino) |

|              |           |                     |
| Ferronato 7’ | Marcatori | 69’, 87’ Bonistalli |

| Arbitro: | Cabiati (Varese) |

|  |           |                  |
|  | Marcatori | 15’, 31’ Benetta |

| 28 maggio 1950 38ª giornata |  | – Turno di riposo PIACENZA |  |  |

| Arbitro: | Bernasconi (Firenze) |

|                                                  |           |                        |
| Bergamasco 14’ (aut.) Vicovaro 15’, 48’ Gola 17’ | Marcatori | 86’ (aut.) Visintainer |

| Arbitro: | Griggi (Brescia) |

|                                              |           |  |
| Bolognesi 46’ Pratesi 48’, 62’ Geminiani 76’ | Marcatori |  |

| Arbitro: | Brigo (Torino) |

|             |           |                         |
| Peretti 15’ | Marcatori | 36’ Gardenghi 88’ Bassi |

| Arbitro: | Brassi (Pavia) |

|                                                   |           |           |
| De Filippis 15’ Loschi 18’, 59’, 63’ Svanetti 32’ | Marcatori | 43’ Cella |